# Atlantoscia floridana
Atlantoscia floridana är en kräftdjursart som först beskrevs av Van Name 1940.  Atlantoscia floridana ingår i släktet Atlantoscia och familjen Philosciidae. Inga underarter finns listade i Catalogue of Life.